# USA:s jordbruksdepartement

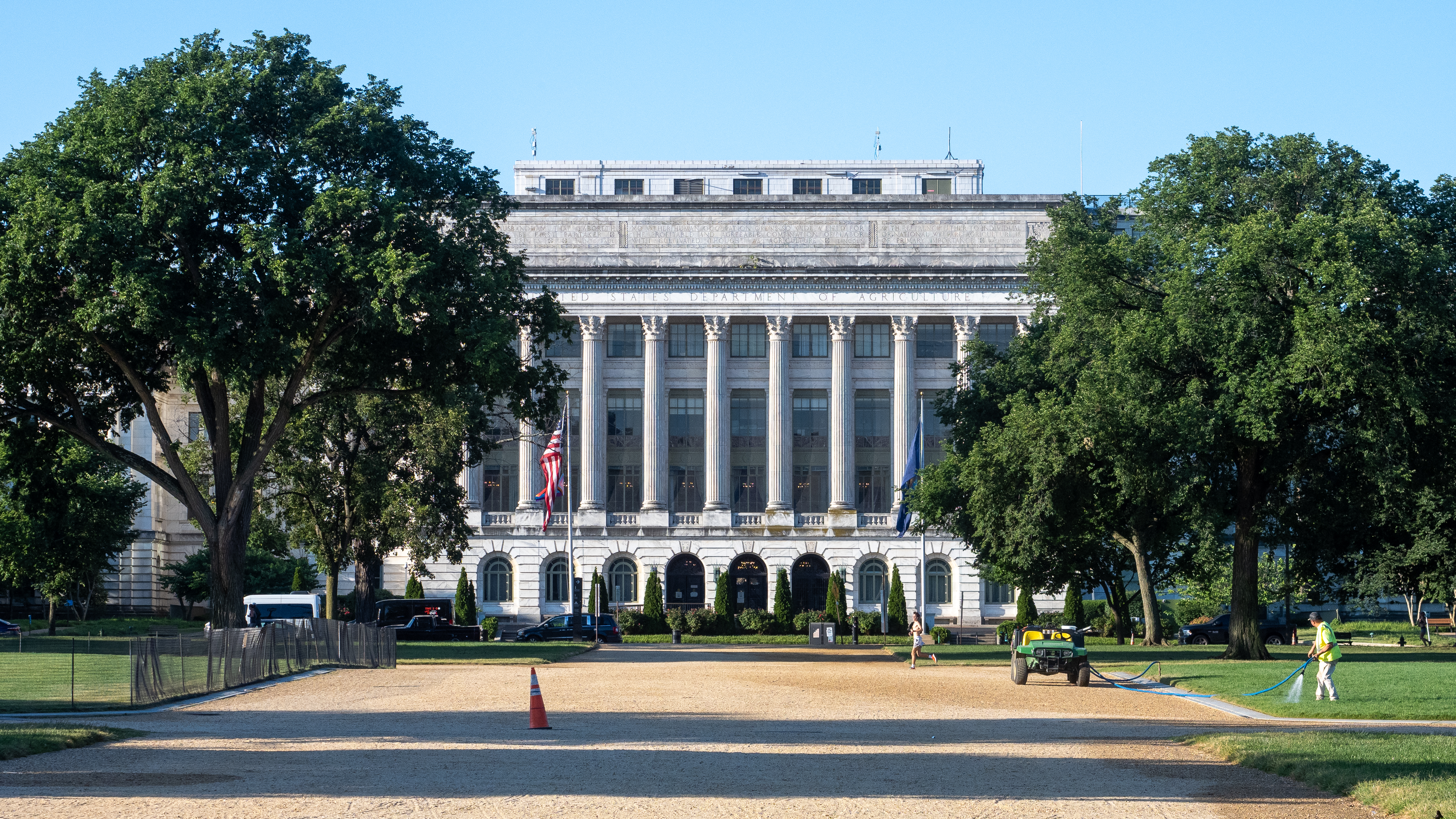
Jamie L. Whitten Building vid National Mall i Washington, DC är departementets säte.

USA:s jordbruksdepartement (engelska: United States Department of Agriculture; förkortning: USDA) är det federala regeringsdepartementet i USA som ansvarar för federala jordbruksfrågor. Departementet grundades 1862 och har cirka 100 000 anställda.
Departementet leds av jordbruksministern (Secretary of Agriculture) som utnämns av presidenten med senatens råd och samtycke. Sedan 1889 har jordbruksministern ingått i presidentens kabinett.

## Ingående myndigheter
- Natural Resources Conservation Service
- United States Forest Service